# Plebejus postaustera
Plebejus postaustera är en fjärilsart som beskrevs av Ruggero Verity 1946. Plebejus postaustera ingår i släktet Plebejus och familjen juvelvingar. Inga underarter finns listade i Catalogue of Life.